# Gmach Rządu Gubernialnego w Lublinie
Pałac Gubernialny – budynek na lubelskim Śródmieściu, zamykający od północy przestrzeń placu Litewskiego. Zbudowany w XIX w. w stylu neoklasycystycznym według projektu Juliana Ankiewicza. 
W drugiej połowie XIX w. pałac Lubomirskich, ówczesna siedziba władz lubelskiej guberni, przestał wystarczać na potrzeby rozrastającej się administracji. 28 września 1852 gubernator zwrócił się z raportem o konieczności wybudowania w Lublinie gmachu na pomieszczenia wszystkich wydziałów Rządu Gubernialnego, który w tym czasie zajmował pięć oddalonych od siebie budynków. Gmach ten miał stanąć na terenie dawnych ogrodów i cmentarza kościoła oo. Bonifratrów. Obiekt wzniesiono z przeznaczeniem na siedzibę Rządu Gubernialnego.
Od 1921 mieściło się w nim Dowództwo Okręgu Korpusu Nr II i agendy Urzędu Wojewódzkiego. Po II wojnie światowej budynek opuszczony przez władze niemieckie przeszedł na własność Uniwersytetu Marii Curie-Skłodowskiej i został przeznaczony na cele dydaktyczno-naukowe.
W 2022 ogłoszono, że w pałacu powstanie hotel.

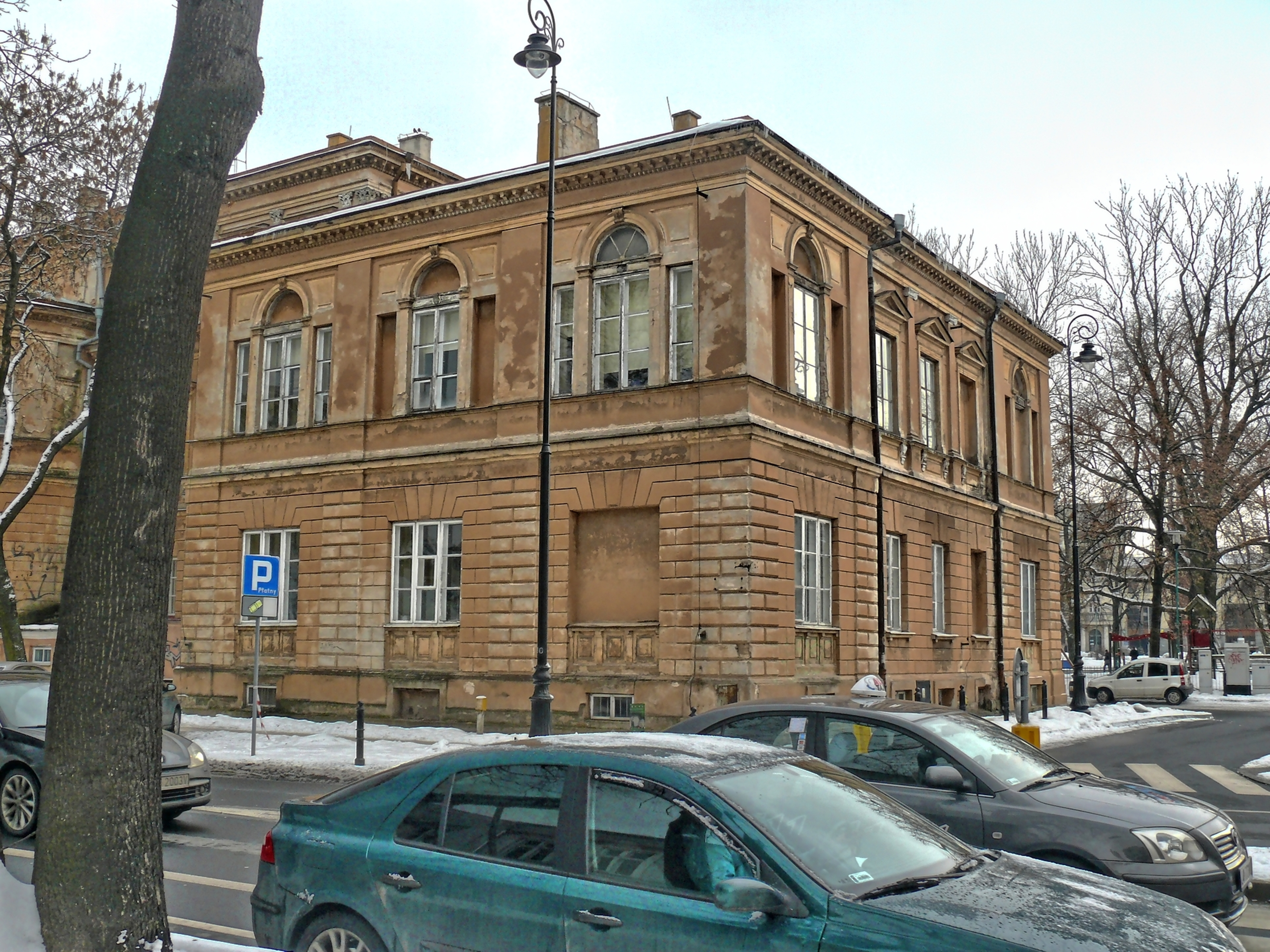
Gmach Rządu Gubernialnego